# Розівка (Горлівський район)
Ро́зівка — село Жданівської міської громади Горлівського району Донецької області, Україна. Населення становить 1485 осіб.

## Символіка
Основою герба виступає золота готична "Р" обвита срібною трояндою. Чорне піддніжжя це родюча земля, а колоски пшениці це багаті врожаї. 

## Географія
Селом тече Балка Водоточна.

## Загальні відомості
Відстань до Шахтарська становить близько 25 км і проходить автошляхом Т 0517.
Сусідні населені пункти: на північному сході — Дружне; півночі — місто Єнакієве; північному заході — Авіловка, Шапошникове, Верхня Кринка (Єнакієвська міськрада); заході — Новомосковське, Новомар'ївка, Верхня Кринка (Макіївська міськрада); південному заході, півдні — Нижня Кринка; південному сході — місто Жданівка; сході — Шевченко.
Унаслідок російської військової агресії Розівка перебуває на території ОРДЛО.

## Історія
Село засноване в 1912 році. Радянська влада встановлена в грудні 1917 року.

## Населення

### Мова
Розподіл населення за рідною мовою за даними перепису 2001 року:
| Мова            | Кількість | Відсоток |
| --------------- | --------- | -------- |
| російська       | 1203      | 81.01%   |
| українська      | 281       | 18.92%   |
| інші/не вказали | 1         | 0.07%    |
| Усього          | 1485      | 100%     |

## Економіка
У 1933 році в Розівці створений радгосп ім. В. В. Куйбишева, в 1964 році реорганізований в Єнакієвську птахофабрику. У 1974 році на базі птахофабрики утворені птахорадгосп «Східний» і Єнакієвська птахофабрика.

## Інфраструктура
На півночі розташоване міське кладовище Єнакієвого та аеропорт цього ж міста.

## Галерея

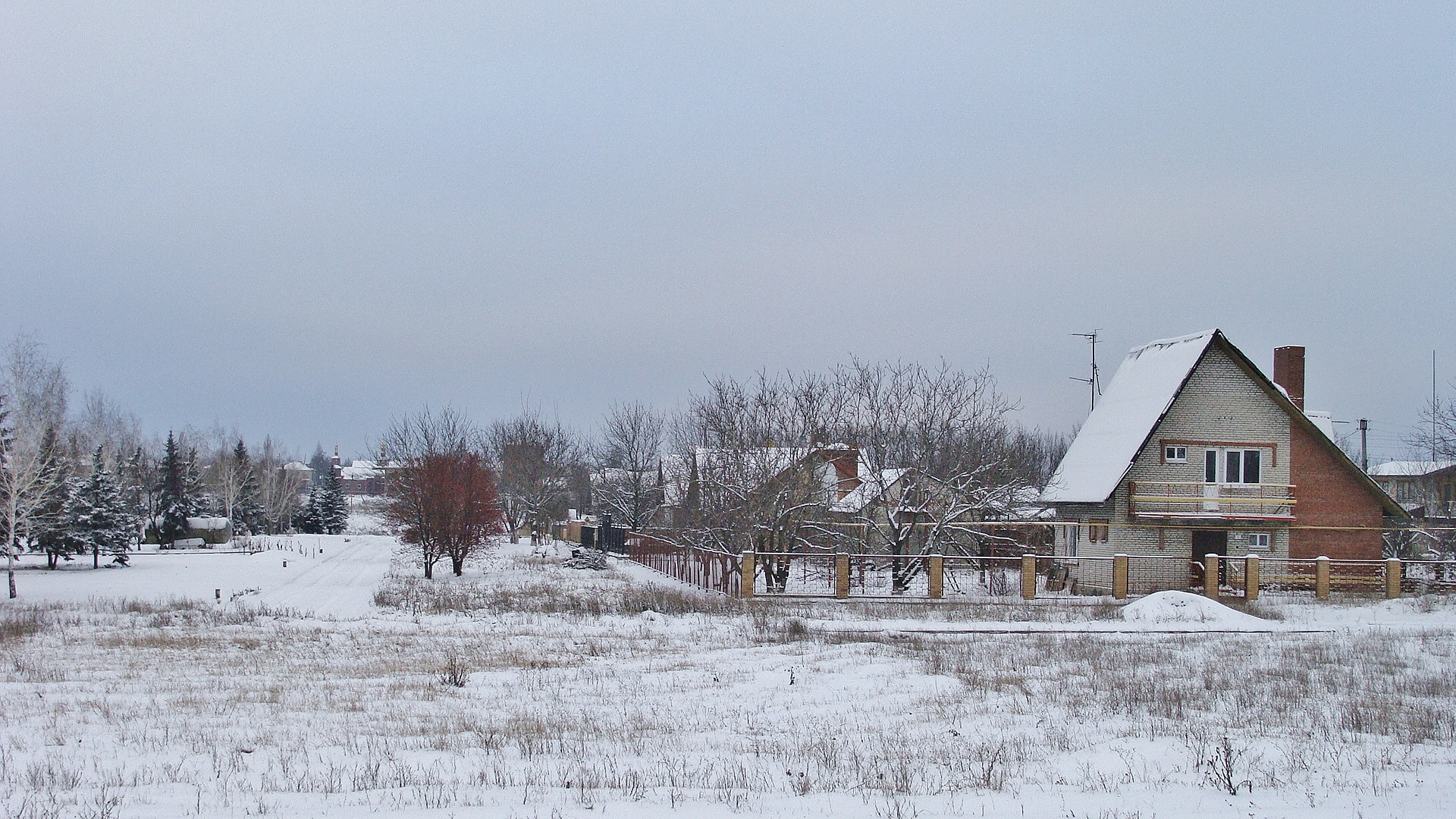
Розівка в грудні 2010
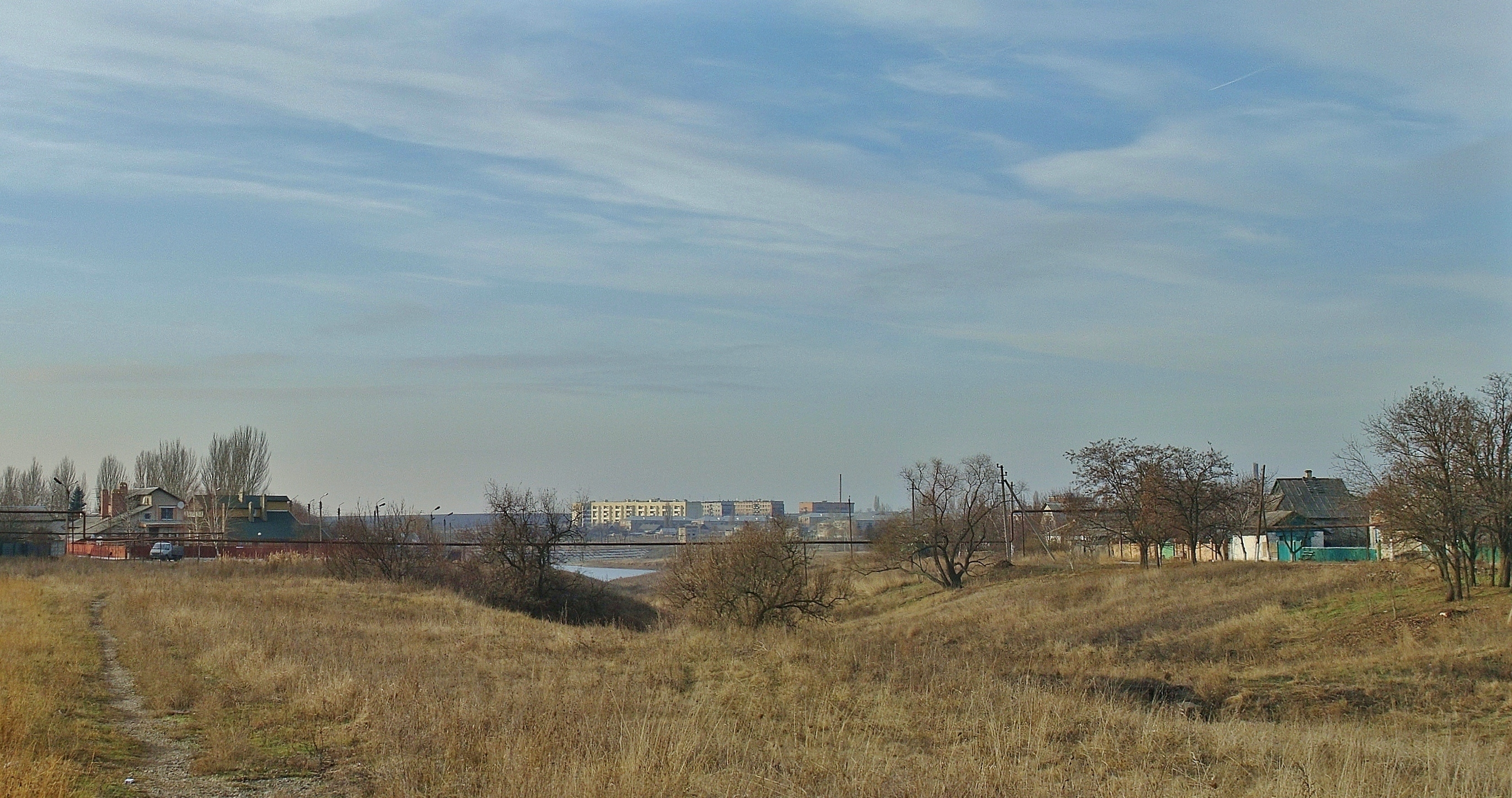
Вид на Розівку